# چاپک ۱۹۳۱
سیارک ۱۹۳۱ (به انگلیسی: 1931 Capek، نامگذاری:1969QB) هزار و نهصد و سی و یکمین سیارک کشف شده‌است که در ۲۲ اوت ۱۹۶۹ کشف شد.
قدر مطلق سیارک برابر ۱۳٫۲۰ است.